# Metzenhausen
Metzenhausen ist eine Ortsgemeinde im Rhein-Hunsrück-Kreis in Rheinland-Pfalz. Sie gehört der Verbandsgemeinde Kirchberg (Hunsrück) an.

## Geographische Lage
Metzenhausen liegt zentral im Hunsrück, östlich des Oberlaufs des Kyrbachs.

## Geschichte
Das Dorf bekam seinen Namen von einem Adelsgeschlecht. 1278 wurde erstmals Conrad von Mentzenhusin (Metzenhausen) erwähnt. Um das Jahr 1310, nach neueren Erkenntnissen des Landeshauptarchivs Koblenz wohl 1330–1335, wird der Ort unter dem Namen Meczinhusin im Sponheimischen Gefälleregister der Grafschaft Sponheim erwähnt. Bekanntester Vertreter dieses Metzenhausener Adelsgeschlechts, das knapp 500 Jahre vor Ort wirkte, war Johann III., der von 1531 bis 1540 Trierer Erzbischof war.
Mit der Besetzung des linken Rheinufers 1794 durch französische Revolutionstruppen wurde der Ort französisch, 1815 wurde er auf dem Wiener Kongress dem Königreich Preußen zugeordnet.
Seit 1946 ist der Ort Teil des Landes Rheinland-Pfalz.

## Politik

### Bürgermeister
Ortsbürgermeister von Metzenhausen ist Werner Nick.

### Wappen
| Wappen von Metzenhausen | Blasonierung: „In von Gold und Blau in sechs Reihen geschachtem Feld ein schwarzer Pfahl, belegt mit einer silbernen Wolfsangel.“ |
| Wappen von Metzenhausen | Wappenbegründung: Das Schach erinnert an die ehemalige Zugehörigkeit des Ortes zur vorderen Grafschaft Sponheim, die Farben Schwarz und Silber und die Wolfsangel sind dem Wappen des Adelsgeschlechts der von Metzenhausen entnommen. |

## Bauwerke
Sehenswert ist die Kapelle Maria Himmelfahrt aus dem 15. Jahrhundert – mit dem Chor im gotischen Baustil errichtet. Buntglasfenster mit dem Trierer Erzbischof Johann III. von Metzenhausen.

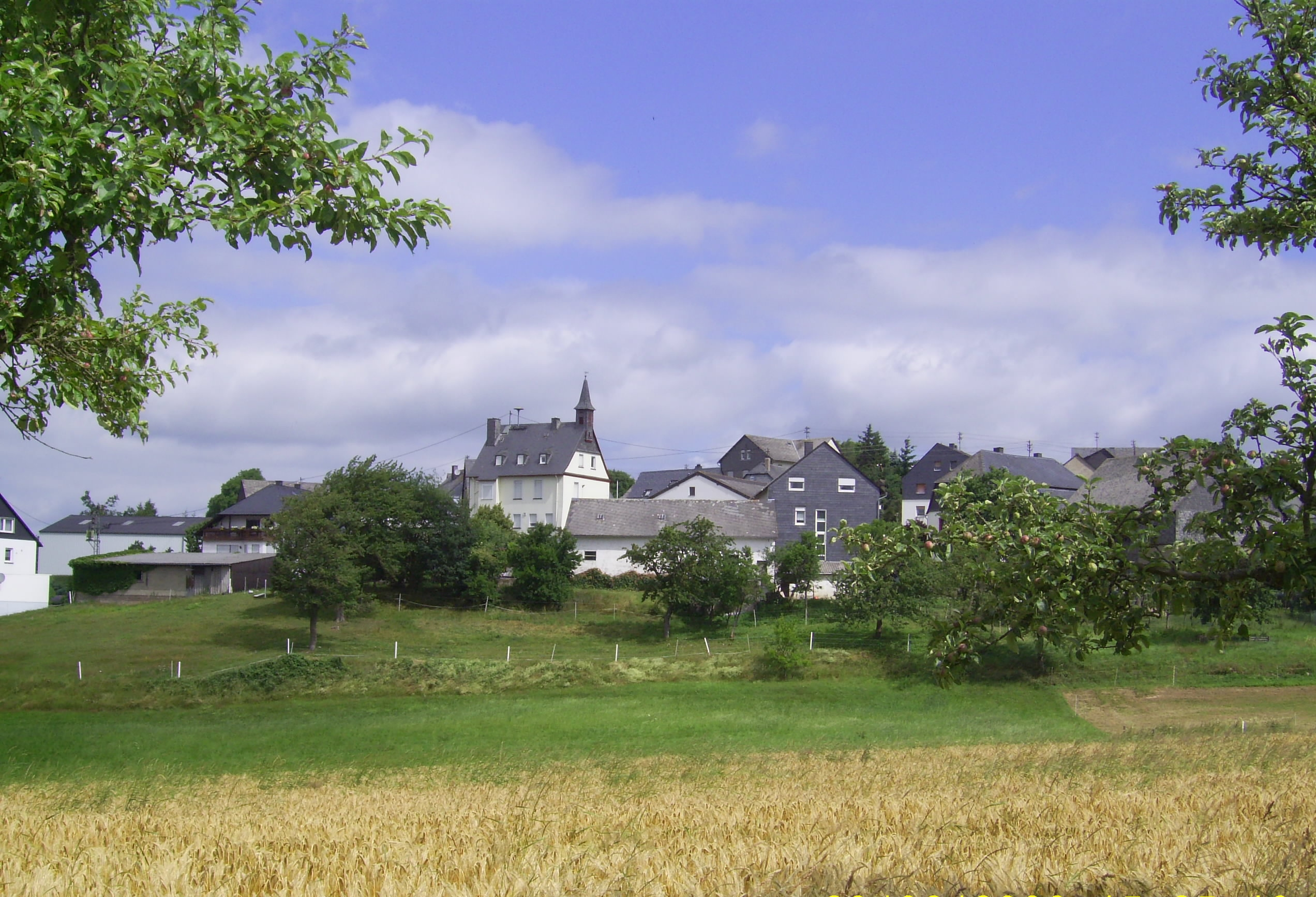
Metzenhausen aus südwestlicher Richtung
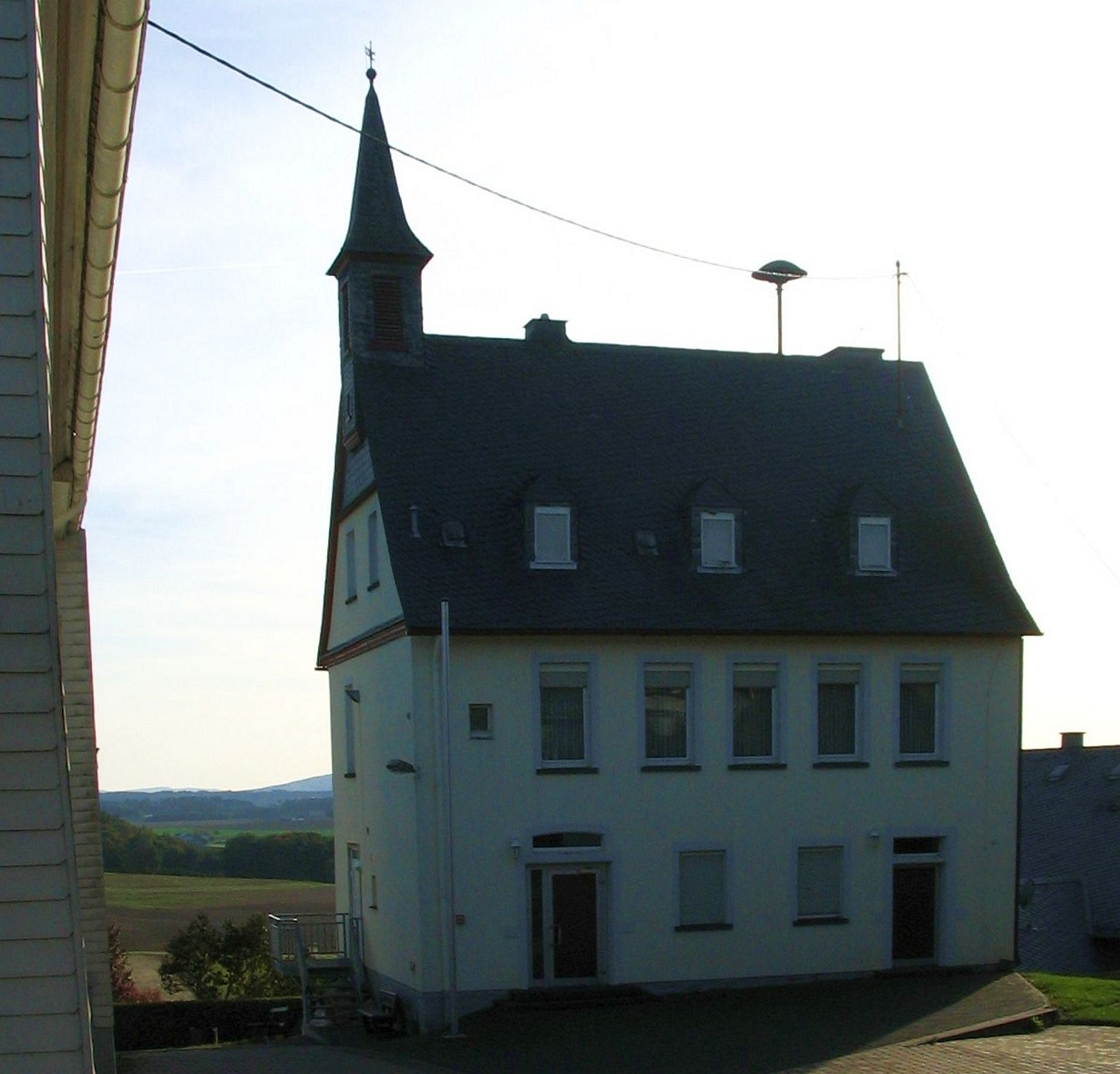
Gemeindehaus in der Ortsmitte
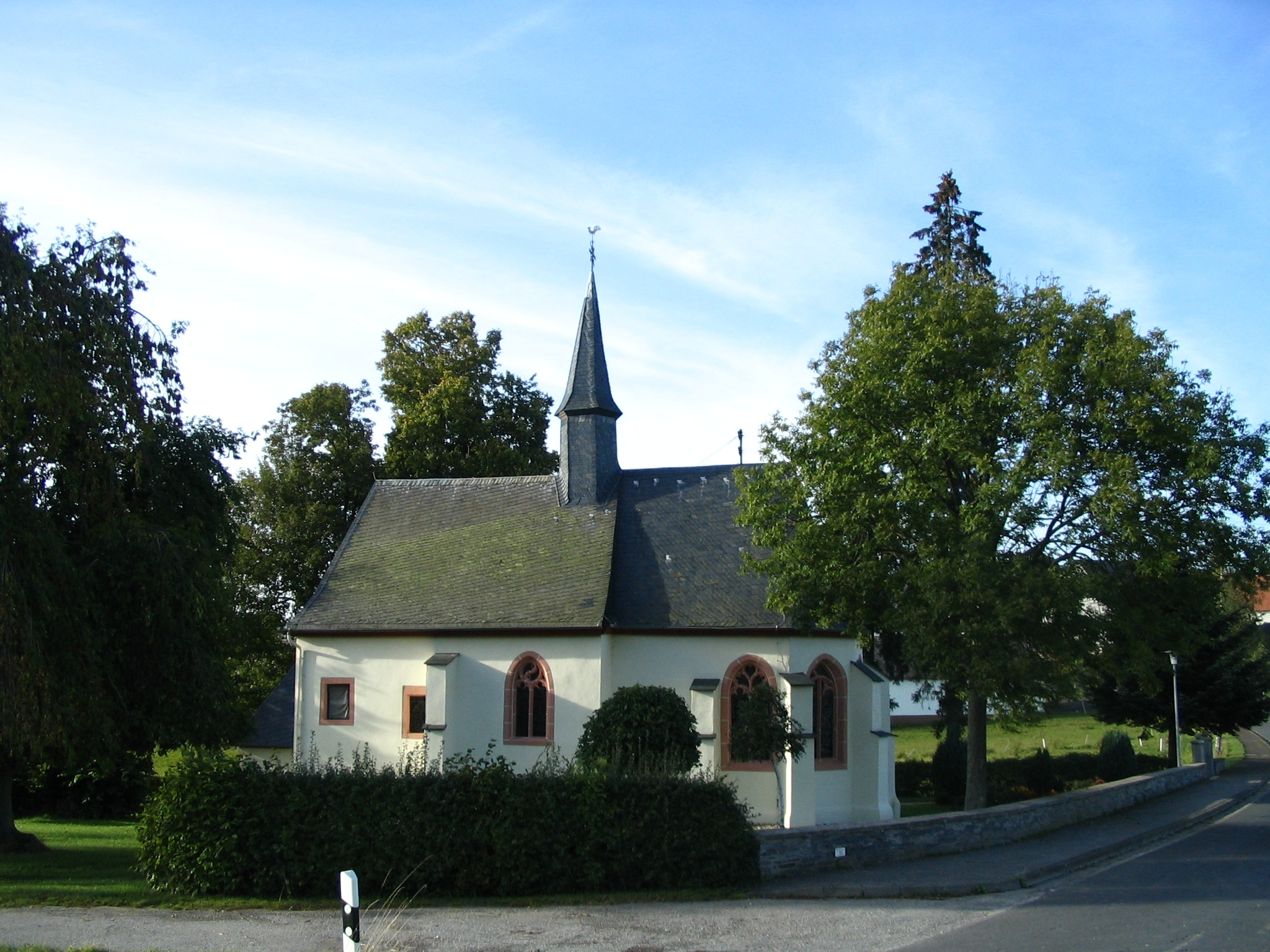
Kapelle Maria Himmelfahrt